# Fabiola Palazzini
Fabiola Palazzini es una deportista italiana que compitió en tiro con arco, en la modalidad de arco compuesto.
Ganó cuatro medallas en el Campeonato Mundial de Tiro con Arco al Aire Libre entre los años 1995 y 1999, dos medallas en el Campeonato Mundial de Tiro con Arco en Sala, en los años 1995 y 1999, y cuatro medallas en el Campeonato Europeo de Tiro con Arco al Aire Libre entre los años 1994 y 1998.

## Palmarés internacional
| Campeonato Mundial al Aire Libre | Campeonato Mundial al Aire Libre | Campeonato Mundial al Aire Libre | Campeonato Mundial al Aire Libre |
| Año                              | Lugar                            | Medalla                          | Prueba                           |
| -------------------------------- | -------------------------------- | -------------------------------- | -------------------------------- |
| 1995                             | Yakarta (Indonesia)              | Medalla de bronce                | Equipo                           |
| 1997                             | Victoria (Canadá)                | Medalla de oro                   | Individual                       |
| 1997                             | Victoria (Canadá)                | Medalla de oro                   | Equipo                           |
| 1999                             | Riom (Francia)                   | Medalla de bronce                | Individual                       |
| Campeonato Mundial en Sala       |                                  |                                  |                                  |
| Año                              | Lugar                            | Medalla                          | Prueba                           |
| 1995                             | Birmingham (Reino Unido)         | Medalla de bronce                | Equipo                           |
| 1999                             | La Habana (Cuba)                 | Medalla de plata                 | Individual                       |
| Campeonato Europeo al Aire Libre |                                  |                                  |                                  |
| Año                              | Lugar                            | Medalla                          | Prueba                           |
| 1994                             | Nymburk (República Checa)        | Medalla de plata                 | Equipo                           |
| 1996                             | Kranjska Gora (Eslovenia)        | Medalla de plata                 | Equipo                           |
| 1998                             | Boé/Agen (Francia)               | Medalla de oro                   | Individual                       |
| 1998                             | Boé/Agen (Francia)               | Medalla de bronce                | Equipo                           |